# Ricardo Alberto Guibourg
Ricardo Alberto Guibourg (Buenos Aires, Argentina, 18 de agosto de 1938) es un abogado, juez y profesor universitario que desarrolló su actividad principalmente en los campos del Derecho laboral, de los Sistemas y Cibernética y de la Filosofía del Derecho; hizo diversas publicaciones vinculadas a esas materias y presidió entidades dedicadas a las mismas.
Es uno de los filósofos del derecho contemporáneos más importantes, habiendo sostenido debates con otros iusfilósofos reconocidos, como Robert Alexy, Luigi Ferrajoli y Carlos Santigo Nino, entre muchos otros. Actualmente es el director de la Maestría en Filosofía del Derecho en la Universidad de Buenos Aires.

## Actividad profesional
Estudió en la Facultad de Derecho de la Universidad de Buenos Aires, donde obtuvo su título de abogado el 10  de diciembre de 1963 y el de Doctor en Derecho y Ciencias Sociales el 17 de junio de 1986. Ingresó a la administración de justicia nacional y realizó su carrera judicial en el fuero laboral, donde llegó a ejercer el cargo de vocal de la Cámara Nacional de Apelaciones del Trabajo hasta 2010 en que renunció.
Es miembro de la Asociación Argentina de Derecho del Trabajo y de la Seguridad Social, en la que ejerció la presidencia en el período 1987 a 1988, de la Asociación Argentina de Teoría General de Sistemas y Cibernética, que presidió entre 1990 y 1993 y de la Asociación Argentina de Filosofía del Derecho, de la que fue presidente de 1998 a 2006 y de la Sociedad Internacional de Filosofía del Derecho y Filosofía Social (IVR) en la que ocupó la  vicepresidencia de 2007 a 2011.
Después de haber sido profesor titular en la Universidad de Buenos Aires fue designado profesor emérito de la misma. También trabajó como investigador en la misma casa de estudios y fue director de su Departamento de Filosofía del Derecho. Fue profesor contratado, en 1991, en la Universidad Católica “Nuestra Señora de la Asunción”, de Asunción, Paraguay y en 1997-19988, en la Universidad de Génova, Italia.

## Obras
La obra de Guibourg es sumamente extensa. Sus trabajos abarcan desde cuestiones ontológicas hasta sus propuestas más importantes en materia de Filosofía del Derecho.
Su obra puede ser clasificada de la siguiente manera:
1) Análisis filosófico: ontología, epistemología, meta-ética, lenguaje y lógica.
2) Filosofía y Teoría General del Derecho.
3) Derecho del Trabajo y Decisión Judicial. 
El punto de partida en la filosofía: decisiones metodológicas
En su obra “La construcción del pensamiento: decisiones metodológicas” formula la mayor parte de sus principales tesis ontológicas. En ese libro, se puede encontrar una interesante manera de resolver los problemas metafísicos -aunque él considera que no pueden ser solucionados con una “verdad absoluta” o una justificación cierta- desde lo que llama “decisiones metodológicas”. 
Las decisiones metodológicas sirven como tesis rectoras muy fundamentales que, al ser  las primeras respuestas  de las grandes preguntas ontológicas impactan el resto de la “construcción del pensamiento”. En estas se incluyen problemas generales como el de la existencia del mundo, la naturaleza de la realidad, la relación entre lenguaje y conocimiento, racionalidad y explicación; y la evaluación de nuestras acciones. 
Lo explica del siguiente modo:
“Como ningún interrogante tiene en principio una respuesta “verdadera”, cada uno asume la responsabilidad de responderlo a su modo: adopta una decisión. El conjunto de tales decisiones traza un camino (un  método) que adoptamos para encauzar nuestro pensamientos futuros y los primeros tramos del viaje que por él emprendamos transcurren por el territorio tan temido que muchos llaman metafísica”.  
Filosofía y Teoría del Derecho
Para Guibourg es sumamente importante poner en realce las dificultades teóricas que se les presentan a todos aquellos ius-positivistas que intentan presentar una síntesis teórica entre el normativismo y el realismo. Se trata, por ende, de una crítica dirigida contra la ciencia jurídica ius-positivista, entendida como modelización de los ordenamientos jurídicos reales. Esta idea central se sustenta detenidamente en su tesis doctoral “Derecho, sistema y realidad”. 
En dicha investigación, el ius-filósofo argentino explicita las aporías existentes en los grandes modelos dinámicos de los ordenamientos jurídicos de raigambre ius-normativista. Para sustentar sus críticas, Guibourg analiza las teorías de los principales ius-filósofos positivistas del siglo XX: Hans Kelsen y Herbert Hart. Por otro lado, también investiga críticamente las propuestas de Ross y de Olivecrona, mostrando que tienen las mismas dificultades fundamentales en común.
Las dificultades mencionadas pueden sintetizarse de la siguiente forma:
“Al situarnos en el ámbito habitualmente conocido como [ius]positivismo, nuestro problemas están lejos de haber terminado. Si ponemos el acento en lo empírico, construimos una ciencia realista, útil al sociólogo o al antropólogo, pero incapaz de proveer bases para las argumentaciones [(que son siempre justificaciones normativas)] que constituyen la profesión del abogado. Si, en cambio, preferimos el aspecto normativo y sólo preservamos la referencia al acto legislativo como vínculo con el mundo empírico, nos veremos precisados a aceptar una ciencia ajena a la realidad viviente o nos enzarzaremos en controversias para determinar cuándo un acto es creador de derecho o no lo es”.
Derecho del Trabajo y el Grupo de Análisis Criterios (GAC)
Dentro de los aportes brindados por Ricardo Guibourg, resulta importante la conjunción de sus posiciones teóricas con respecto a su práctica como juez de la Corte de Apelaciones del trabajo de la Ciudad de Buenos Aires.
En este sentido, puede citarse de manera importante su investigación referente al artículo 30 de la Ley de Contrato de Trabajo en la cual propone demostrar que es posible clarificar los criterios de decisión judicial presentes en la motivación de las sentencias. Pero más que eso, estas investigaciones presentan un método consistente y riguroso para lograr dicho objetivo en otros ámbitos de la aplicación judicial del derecho.
Para ello, se utilizan -por una parte- los métodos de análisis de lenguaje y -por la otra- los instrumentos conceptuales brindados informática jurídica, específicamente decisionaria.
Se explica en el siguiente modo:
“Las leyes contienen criterios para decidir los casos; la jurisprudencia y la doctrina también los proponen, cada una a su modo. Pero nosotros mismos somos receptáculos vivientes de un sinnúmero de criterios, que nos conducen a interpretar las normas, a sintetizar el sentido de la jurisprudencia, a seleccionar la doctrina y, en general, a decidir las causas del modo en que las resolvemos. Todos los criterios están insertos en un continuo de indeterminación en el que la mayor certeza corresponde a las leyes (especialmente a aquéllas con largo tiempo de aplicación) y la menor a la disposición anímica de cada magistrado frente a ciertos tipos de argumentos o como reacción probable ante cada situación de hecho que pueda plantearse”.
Respecto de las ventajas de asumir dicha tarea, puede sumarse la siguiente:
“Creemos que la práctica de análisis que hemos empleado en la presente investigación puede ser ventajosa en tres diferentes niveles de abstracción y de generalidad: para dilucidar el modo de aplicación del artículo 30 LCT, para que cada magistrado adquiera una herramienta útil a su función en otros aspectos y, finalmente, para que el razonamiento jurídico en general tenga la oportunidad de volverse más racional y previsible, sin mengua de la función interpretativa ni de la independencia jurisdiccional” .
Otros
Hay unos doscientos artículos sobre las materias a que se ha dedicado, como autor, director, colaborador o recopilador:
- Análisis de Criterios de Decisión Judicial: el artículo 30 de la L.C.T., Buenos Aires, Grupo de Análisis de Criterios, 2003.
- La Construcción del Pensamiento (Decisiones metodológicas), Buenos Aires, Colihue, 2004.
- Deber y saber: apuntes epistemológicos para el análisis del derecho y la moral, México, Fontamara, 1997.
- Derecho, sistema y realidad, Buenos Aires, Astrea, 1986.
- La Emergencia Económica y la Teoría General del Derecho, Buenos Aires, La Ley, 2003.
- El fenómeno normativo, Buenos Aires, Astrea, 1987.
- Informática jurídica decisoria (recopilador), Buenos Aires, Astrea, 1993.
- Introducción al conocimiento científico (en colaboración), Buenos Aires, Eudeba, 1985.
- Lógica, proposición y norma (en colaboración), Buenos Aires, Astrea, 1980.
- Manual de Informática Jurídica (en colaboración), Buenos Aires, Astrea, 1996.
- La Odisea Constitucional (en colaboración), Madrid, Marcial Pons, 2004. 6.2.
- El pensamiento científico y el método educativo (recopilador), Buenos Aires, CCC Educando, 1999.
- Pensar en las normas, Buenos Aires, Eudeba, 1999.
- Provocaciones en torno del derecho, Buenos Aires, Eudeba, 2002.
- Teoría General del Derecho (director), Buenos Aires, La Ley (Colección de Análisis Jurisprudencial), 2003.

## Premios y distinciones
Recibió el Premio a la Producción Científica y Tecnológica de la Universidad de Buenos Aires de los años 1993, 1994 y 1995 y el Premio Konex (Diploma al Mérito correspondiente a la disciplina “Teoría general y filosofía del derecho”) en 1996. En 2015 la Legislatura de la Ciudad de Buenos Aires lo declaró Personalidad Destacada de las Ciencias Jurídicas.
En 2021 le fue otorgado el reconocimiento como "Personalidad destacada de la Universidad de Buenos Aires", durante los festejos por el Bicentenario de dicha universidad, recibiendo también una medalla personalizada, una moneda acuñada por la Casa de la Moneda y un sello postal del Correo Argentino (especialmente elaborados para la ocasión).